# Хехт, Селиг
Селиг Хехт (англ. Selig Hecht, др. написание фамилии — Гехт, 1892–1947) — американский физиолог, изучавший фотохимию фоторецепторных клеток.

## Жизнь
Хехт родился в Глогау в Германской империи (ныне Глогув, Польша), в семье Манделя Хехта и Марии Мрессе. Семья эмигрировала в США в 1898 году, поселившись в Нью-Йорке.
В июне 1917 года Хехт получил степень доктора философии. В том же году он женился на Селии Хюбшманн. В 1924 году родилась их дочь Маресса.
В 1928 году он начал работать профессором биофизики в Колумбийском университете.
Хехт начал исследования светочувствительности с моллюсков Mya Arenaria и насекомых. Его специальностью были фотохимия, кинетика реакций, инициируемых светом в рецепторах. Он изучал явления темновой адаптации, остроты зрения, распознавания яркости, цветового зрения и механизма зрительного порога.

Хехт проходил постодокторантуру в группе Эдварда Чарльза Сирила Бэйли в Ливерпульском университете, Великобритания. Бэйли был пионером в применении метода спектроскопии в химии, а Хехт пошел дальше, применив его к биологическим молекулам :409. Вклад Хехта в доказательство белкового характера родопсина был описана историками науки о белках:
Определение родопсина как белка с высокой молекулярной массой ... [следует] из работы Селига Хехта в Колумбийском университете. Его исследования начались в 1937 году. Он использовал ультрацентрифугирование продемонстрировав, что сложное поглощение пигмента (вероятно, многокомпонентное) целиком сегментировано с белком. К этому времени Джордж Вальд обнаружил простетическую группу каротиноидов как источник цвета, и Хехт отметил, что таким образом белок должен быть конъюгированным с прочно прикрепленным хромофором.
По словам биографа Пиренна, Хехт был «блестящим лектором и толкователем». Пиренн пишет:
Отсутствие единства в современных знаниях и преподавании беспокоило его. Он проявлял активный интерес ко всем гуманитарным приложениям наук и рассматривал людей и идеи, исходя из их внутренней ценности...

## Общественная деятельность
В 1946 году Хехт вступил в Чрезвычайный комитет ученых-ядерщиков, возглавляемый Альбертом Эйнштейном. Комитет призывал к контролю над ядерными вооружениями.

## Объяснение атома
Когда Вторая мировая война закончилась применением атомного оружия, разработанного в ходе Манхэттенского проекта, Хект был обеспокоен тем, что американское общество не понимало потенциала нового источника энергии. Он написал научно-популярную книгу «Объяснение атома» (Explaining the Atom, 1947), где написал:
Пока кто-то соблюдает секретность, невозможно справедливо оценить победы и вызовы, стоящие перед нами. Только понимая основы и развитие атомной энергетики, можно судить о законодательстве и внешней политике, которые ее касаются.
В обзоре «Нью-Йорк Таймс» 27 апреля 1947 года Стивен Уилер писал, что книга Хехта «по атомной энергии для рядового читателя во всех отношениях была лучшей из всех, изданных до сих пор». Точно так же Джеймс Джелинек писал, что книга стала «неоценимым вкладом для любителей» и что Хехт «представил читателю интеллектуальную драму» развития науки. Джелинек утверждает, что книга «глубоко провокационная по своим политическим и социологическим выводам».
После смерти Хехта в 1959 году Юджином Рабиновичем было выпущено второе издание. Оба издания были рекомендованы Георгием Гамовым.

## Кончина
Хехт умер 18 сентября 1947 года.